# Brodie Spencer
Brodie Gilmore Spencer (Belfast, 6 de mayo de 2004) es un futbolista británico que juega en la demarcación de centrocampista para el Oxford United F. C. de la EFL Championship.

## Selección nacional
Tras jugar con la selección de fútbol sub-16 de Irlanda del Norte y la sub-19, finalmente hizo su debut con la selección absoluta el 5 de junio de 2022 en un encuentro de la Liga de Naciones de la UEFA 2022-23 contra Chipre, partido que finalizó con un resultado de empate a cero.

## Clubes
| Club                       | País       | Año       | Partidos | Goles |
| -------------------------- | ---------- | --------- | -------- | ----- |
| Huddersfield Town A. F. C. | Inglaterra | 2022-2023 | 6        | 0     |
| Motherwell F. C. (cedido)  | Escocia    | 2023-2024 | 18       | 0     |
| Huddersfield Town A. F. C. | Inglaterra | 2024-2025 | 56       | 3     |
| Oxford United F. C.        | Inglaterra | 2025-     |          |       |